# Leapmotor C10
Der Leapmotor C10 ist ein SUV des chinesischen Autoherstellers Leapmotor; dieser bildete im Oktober 2023 ein Joint Venture mit Stellantis.

## Geschichte
Das Fahrzeug wurde im September 2023 auf der Internationalen Automobil-Ausstellung in München vorgestellt und wird seit März 2024 auf dem chinesischen Heimatmarkt verkauft. Seit September 2024 ist es auch in Europa erhältlich, wobei zunächst die vollelektrische Version angeboten wird. Auf dem Brüsseler Autosalon im Januar 2025 folgte dann auch die Plug-in-Hybrid-Version.

## Sicherheit
Ende 2024 wurde das SUV vom Euro NCAP auf die Fahrzeugsicherheit getestet. Es erhielt fünf von fünf möglichen Sternen.

## Technik und Ausstattung
Der 4,74 Meter lange C10 basiert wie das etwas stärkere SUV Leapmotor C11 auf der Plattform Leap3.0. Er wird als reines Elektrofahrzeug oder als Plug-in-Hybrid angeboten. Zunächst mit einem 400-Volt-System ausgestattet, ist in China seit Mai 2025 eine überarbeitete Version mit 800 Volt verfügbar. Für Herbst 2025 ist außerdem eine Version mit Allradantrieb angekündigt. Die Ladeleistung der ersten Version beträgt mit Gleichstrom maximal 84 kW. Mit der Umrüstung auf 800 Volt soll sie steigen und sich die Ladezeiten verkürzen. Bei den beiden elektrischen Modellen befindet sich ein bis zu 170 kW (231 PS) starker Elektromotor an der Hinterachse. Er wird mit Öl gekühlt und hat ein Drehmoment von 320 Nm; für die Wicklungen wird Flachdraht eingesetzt, sein Wirkungsgrad beträgt 92 Prozent. Der Motor hat eine Masse von 76 kg. Die Lithium-Eisenphosphat (LFP)-Batterie hat eine Kapazität von 52,9 oder 69,9 kWh. Bei der überarbeiteten Version steigt sowohl die Kapazität des Akkus auf 74,9 kWh als auch die Elektromotorleistung auf 220 kW (299 PS). Beim Hybrid lädt ein 1,5-Liter-Ottomotor („Range-Extender“) eine 28,4 kWh-LFP-Batterie. Die Batterien baut Leapmotor beim C10 direkt im Chassis ein (Cell-to-Chassis-Technologie). Das Kofferraumvolumen beträgt 435 Liter, mit umgeklappten Rücksitzen liegt es bei 1410 Liter.
Auf Wunsch ist ein semi-autonomes Fahrsystem mit Front-LiDAR-Sensor über der Frontscheibe, fünf Radaren, 12 Kameras und 12 Ultraschallsensoren erhältlich. Die Technik kommt von Bosch, Nvidia, Qualcomm und ZF Friedrichshafen. Bei den Steuergeräten sind Over-the-Air-Updates (OTA) möglich.

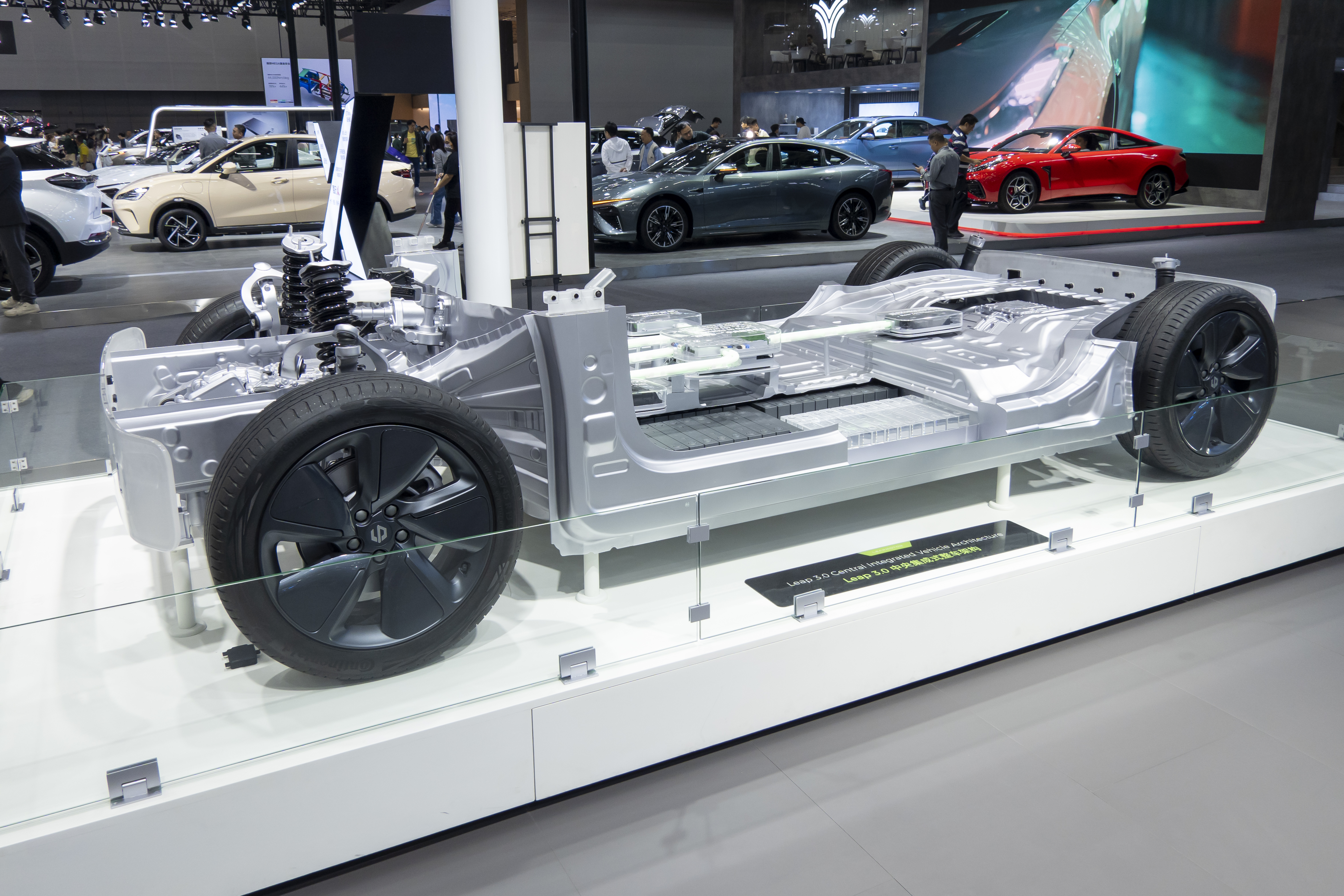
Leap3.0-Plattform mit Batterien im Fahrzeugboden
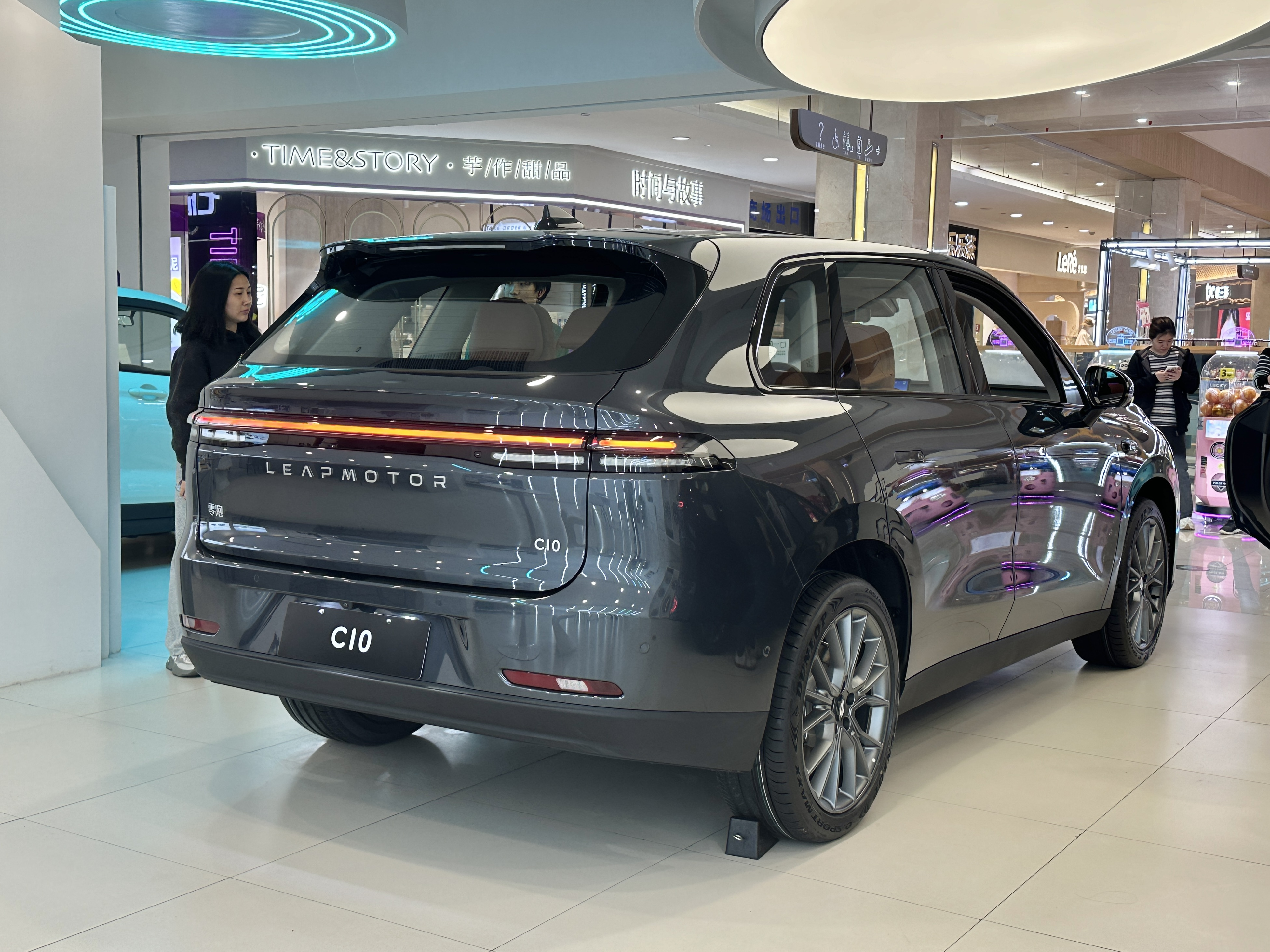
Heckansicht
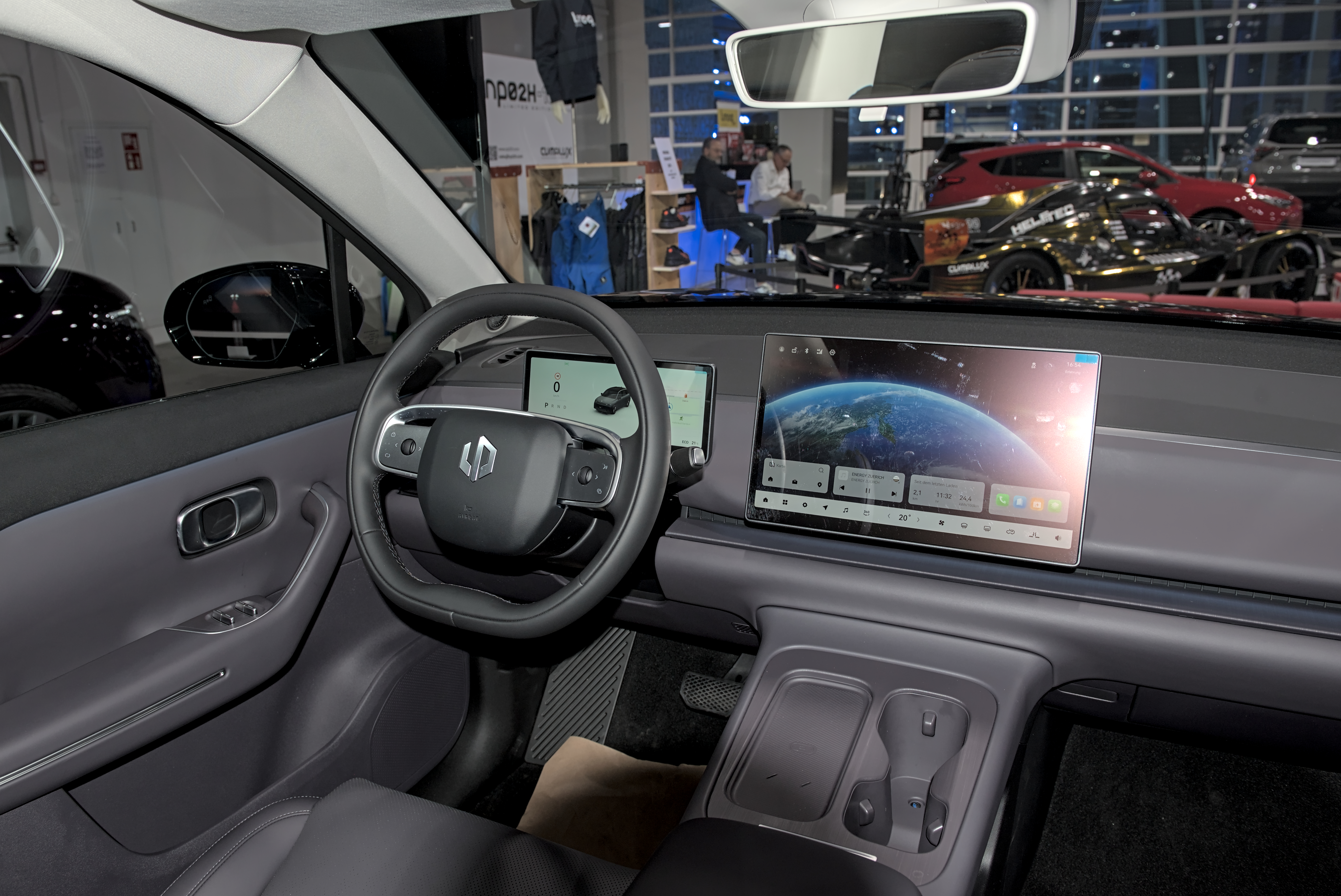
Innenraum

## Technische Daten
| Kenngrößen                                        | C10 410                    | C10 530                    | C10 530                    | C10 605                    | C10 BEV                    | C10 210 PHEV                | C10 REEV                    |
| ------------------------------------------------- | -------------------------- | -------------------------- | -------------------------- | -------------------------- | -------------------------- | --------------------------- | --------------------------- |
| Markt                                             | China                      | China                      | China                      | China                      | Europa                     | China                       | Europa                      |
| Bauzeitraum                                       | 03/2024–05/2025            | 03/2024–05/2025            | seit 05/2025               | seit 05/2025               | seit 10/2024               | seit 03/2024                | seit 03/2025                |
| Motorkenndaten                                    |                            |                            |                            |                            |                            |                             |                             |
| Motortyp                                          | Elektromotor               | Elektromotor               | Elektromotor               | Elektromotor               | Elektromotor               | Elektromotor + R4-Ottomotor | Elektromotor + R4-Ottomotor |
| Hubraum                                           | —                          | —                          | —                          | —                          | —                          | 1499 cm³                    | 1500 cm³                    |
| max. Leistung Elektromotor                        | 170 kW (231 PS)            | 170 kW (231 PS)            | 170 kW (231 PS)            | 220 kW (299 PS)            | 160 kW (218 PS)            | 170 kW (231 PS)             | 158 kW (215 PS)             |
| max. Leistung Verbrennungsmotor                   | —                          | —                          | —                          | —                          | —                          | 70 kW (95 PS)               | 65 kW (88 PS) bei 5000/min  |
| max. Systemleistung                               | —                          | —                          | —                          | —                          | —                          | 170 kW (231 PS)             | 158 kW (215 PS)             |
| max. Drehmoment Elektromotor                      | 320 Nm                     | 320 Nm                     | 320 Nm                     | 360 Nm                     | 320 Nm                     | 320 Nm                      | 320 Nm                      |
| max. Drehmoment Verbrennungsmotor                 | —                          | —                          | —                          | —                          | —                          | k. A.                       | 125 Nm                      |
| max. Systemdrehmoment                             | —                          | —                          | —                          | —                          | —                          | 320 Nm                      | 320 Nm                      |
| Kraftübertragung                                  |                            |                            |                            |                            |                            |                             |                             |
| Antrieb                                           | Hinterradantrieb           | Hinterradantrieb           | Hinterradantrieb           | Hinterradantrieb           | Hinterradantrieb           | Hinterradantrieb            | Hinterradantrieb            |
| Getriebe                                          | Eingang-Reduktionsgetriebe | Eingang-Reduktionsgetriebe | Eingang-Reduktionsgetriebe | Eingang-Reduktionsgetriebe | Eingang-Reduktionsgetriebe | Eingang-Reduktionsgetriebe  | Eingang-Reduktionsgetriebe  |
| Antriebsbatterie                                  |                            |                            |                            |                            |                            |                             |                             |
| Zellchemie                                        | LFP                        | LFP                        | LFP                        | LFP                        | LFP                        | LFP                         | LFP                         |
| Systemspannung                                    | 400 V                      | 400 V                      | 400 V                      | 800 V                      | 400 V                      | 400 V                       | 400 V                       |
| Energieinhalt                                     | 52,9 kWh                   | 69,9 kWh                   | 69,9 kWh                   | 74,9 kWh                   | 69,9 kWh                   | 28,4 kWh                    | 28,4 kWh                    |
| Messwerte                                         |                            |                            |                            |                            |                            |                             |                             |
| Höchstgeschwindigkeit                             | 170 km/h                   | 170 km/h                   | 170 km/h                   | 190 km/h                   | 170 km/h                   | 170 km/h                    | 170 km/h                    |
| Beschleunigung, 0–100 km/h                        | 7,3 s                      | 7,3 s                      | 7,3 s                      | 5,9 s                      | 7,5 s                      | 7,7 s                       | 8,5 s                       |
| Kraftstoffverbrauch auf 100 km (kombiniert, WLTP) | —                          | —                          | —                          | —                          | —                          | 0,9 l Super                 | 0,4 l Super                 |
| Tankinhalt                                        | —                          | —                          | —                          | —                          | —                          | 50 l                        | 50 l                        |
| Elektrische Reichweite nach CLTC                  | 410 km                     | 530 km                     | 530 km                     | 605 km                     | k. A.                      | 210 km                      | k. A.                       |
| Abgasnorm                                         | —                          | —                          | —                          | —                          | —                          | China VI                    | Euro 6e                     |
| Leergewicht                                       | 1845 kg                    | 1940–1965 kg               | 1940 kg                    | 1995 kg                    | 1980 kg                    | 1925 kg                     | 1950 kg                     |

## Zulassungszahlen in Deutschland
Im ersten Verkaufsjahr 2024 sind in Deutschland 19 Leapmotor C10 neu zugelassen worden.
|  |

|  |

|  |

|  |

|  |

|  |

|  |

|  |

|  |

|  |

|  |

|  |

|  |

|  |

|  |

|  |

|  | Elektro |

|  | Elektro |